# Phymatopsallus patagoniae
Phymatopsallus patagoniae är en insektsart som beskrevs av Knight 1964. Phymatopsallus patagoniae ingår i släktet Phymatopsallus och familjen ängsskinnbaggar. Inga underarter finns listade i Catalogue of Life.